# Alexandre Païta
Alexandre Païta est un acteur et professeur d'art dramatique français né le 15 juin 1956 à Buenos Aires en Argentine.

## Biographie
Né à Buenos Aires en Argentine, Alexandre Païta détient la nationalité française, et vit à Genève depuis 1971.
Fils aîné du chef-d'orchestre Carlos Païta, il est élevé dans l’univers de la musique.
Il s'inscrit au Conservatoire d'Art Dramatique Genève qu’il fréquentera pendant quatre ans. À la suite de cela, il perfectionnera sa formation par différents stages, d’abord avec les Mummenschanz, toujours à Genève pour les mimes, puis il montera à Paris pour suivre les cours de Madame Simone Rapin, sociétaire de la Comédie Française, pendant deux ans. Enfin, il sera accepté pour un stage auprès de la Shakespeare Company à Londres.
Alexandre Païta entre dans le monde du spectacle en participant en tant que figurant à plusieurs opéras au Grand Théâtre de Genève (dont notamment Othello et Turandot) mais aussi à la TSR (Les Dessous du ciel). En 2006 il fait une apparition à l’opéra, en tant que mime dans Il Turco in Italia de Rossini à l’Opéra de Lausanne et à l’Opéra de Vichy.
Depuis ses débuts au Théâtre, il a été dirigé par André Steiger, Michel Barras, Danièle Morsa, Georges Wod, Michel Cassagne, Tobias Richter ou encore Jean-Pierre Raffaëlli.
Au-delà de son travail d'acteur, il œuvre aussi comme metteur en scène, dont les récents témoignages sont des productions telles que Pour l’Amour de Shakespeare ; Veni, Vedi, Vive ; Le Miroir ; Du Studio au Théâtre... En 2015, sa mise en scène de deux œuvres de Molière (Le Médecin volant et Le Malade imaginaire) a été présentée au Théâtre des Grottes à Genève.
Féru de poésie, il aime à mêler celle-ci avec la musique. C’est à plusieurs occasions qu’il a participé et mis en scène des spectacles de ce genre où, seul sur scène il récite et joue les œuvres de Baudelaire, Rimbaud, Verlaine, Burnat-Provins, Prévert, Pasolini, Lorca, ou encore les Sonnets de Shakespeare accompagné par un instrument. Ainsi, en 2007 c’est avec Micheline Larpin et la pianiste Annalisa Stagliano qu’il présente à Genève et en France un spectacle intitulé Les Merveilleux Nuages. En 2016, il présente sur la scène du Théâtre des Salons à Genève le Requiem de Gustave Roud, dans une mise en théâtre de Jean-Pierre Raffaëlli,.
Depuis 2012, il entame une collaboration avec le metteur en scène français Jean-Pierre Raffaëlli (professeur au Conservatoire à rayonnement régional de Marseille, intervenant sur les théories du théâtre et chargé de cours à l'Université d'Aix-Marseille), avec qui il monte notamment un spectacle en hommage aux grands poètes suisses Roud, Cingria et Ramuz. Il s’ensuit, en 2014, Richard III de Shakespeare, dans une version adaptée de Carmelo Bene et en 2016 le Requiem de Roud puis un spectacle célébrant le 400e anniversaire de la mort de William Shakespeare et intitulé Sur ce Grand Théâtre de Fous, regroupant les scènes majeures de Macbeth, Othello et Le Roi Lear, où il tient les rôles titres.
Sans tourner le dos au théâtre, il fait du cinéma et tourne en 2011 avec le réalisateur Jean-Luc Godard dans le film Adieu au langage,, prix du Jury au Festival de Cannes en 2014 et Meilleur Film de la National Society of Film Critics Awards 2015 en 2015.
Acteur au parcours atypique, il s'éloigne temporairement de la scène entre 1980 et le début des années 2000 pour travailler en collaboration avec son père avec des ingénieurs du son d'orchestres symphoniques, tels que le Royal Philharmonic Orchestra, le London Philharmonic Orchestra et le Moscow New Russian Orchestra en vue de perfectionner son approche sonore du théâtre.

## Le Studio Théâtre
Avec Anne Ducat, il fonde en 2009 une école de théâtre à Genève: le Studio Théâtre, dont il est le directeur et professeur d'interprétation. Il y propose une formation continue professionnelle.
En effet, au-delà de sa carrière d’acteur, Alexandre Paita s’adresse aux acteurs désireux de développer leur pratique artistique. Il est aussi destiné aux personnes qui ont le désir de magnifier l’expression, sur scène ou dans leur vie.
Encourageant ses élèves à se produire sur scène, il donnera avec eux Le Roi Lear de William Shakespeare en 2012, dans une mise en scène de Daniel Holliger, un spectacle intitulé Du Studio au Théâtre, Du Songe d’une nuit d’été à La Tempête pour célébrer le 450e anniversaire de la naissance de William Shakespeare en 2014, puis, la même année Richard III de Shakespeare dans une mise en scène et adaptation de Jean-Pierre Raffaëlli. En octobre et novembre 2015, la Compagnie présente une création autour de Molière comprenant Le Malade imaginaire, Le Médecin volant (mise en scène d’Alexandre Païta) et Le Médecin malgré lui (mise en scène de Daniela Morina-Pelaggi).

## Atelier Expression & Communication
En 2005, il crée, avec Anne Ducat, psychologue-coach, l’atelier Expression & Communication. Il s’agit d’allier les mondes du Théâtre et de la Psychologie pour permettre à un large public de développer la confiance en soi, l’affirmation de soi et la gestion émotionnelle lors de prise de parole en public.

## Théâtre
- 1977: Le Roi Lear de William Shakespeare : Le comte de Gloucester
- 1979 : Les Nègres de Jean Genet, mise en scène d’André Steiger et Michel Barras : Le missionnaire
- 1980 : Spectacle Shakespeare, création autour de Richard III, Othello, Jules César et Le Roi Lear, mise en scène d’Alexandre Païta : Richard, duc de Gloucester, puis le roi Richard III, Othello, dit le Maure, général vénitien, Jules César : empereur romain, Lear, roi de Grande-Bretagne
- 1981 : SOS Liberté d’après Ohé ! Là-bas. de William Saroyan, mise en scène Lya Singalowski
- 1982 : Les Grenouilles d’Aristophane, mise en scène Danièle Morsa : Eschyle
- 2012 : Le Roi Lear de William Shakespeare, mise en scène de Daniel Holliger : Lear, roi de Grande-Bretagne
- 2014 : Richard III de William Shakespeare, mise en scène de Jean-Pierre Raffaëlli : Richard, duc de Gloucester, puis le roi Richard III
- 2015 : Le Malade imaginaire de Molière, mise en scène d’Alexandre Païta : Argan, le malade imaginaire
- 2016 : Sur ce Grand Théâtre de Fous, création autour de Macbeth, Othello et Le Roi Lear d’après William Shakespeare, mise en scène de Jean-Pierre Raffaëlli : Macbeth, général dans l'armée de Duncan puis roi d'Écosse, Othello, dit le Maure, général vénitien, Lear, roi de Grande-Bretagne.
- 2017 : La Mouette, d'Anton Tchekhov, mise en scène d'Alexandre Païta
- 2018 : Antigone, de J.Anouilh, mise en scène Alexandre Païta
- 2019 : La Maison de Bernarda Alba, mise en scène Alexandre Païta, au Théâtre des Grottes, Genève

## Spectacle poétique et musical
- 2007 : Les Merveilleux Nuages
- 2012 : Nos Chers Aimés, création autour de Charles Ferdinand Ramuz, Charles-Albert Cingria, Gustave Roud, mise en scène de Jean-Pierre Raffaëlli
- 2014 : Sonnets de William Shakespeare
- 2016 : Requiem de Gustave Roud
- 2017 : Les Fleurs du Mal & Le Spleen de Paris de Charles Baudelaire

## Filmographie
- 2010 : Louis le Bègue de Louis Billotti : Méphisto
- 2011 : Le Miroir : Documentaire sur les cours d’interprétation au théâtre
- 2014 : Adieu au langage de Jean-Luc Godard : Lord Byron